# Nicolaes Knüpfer

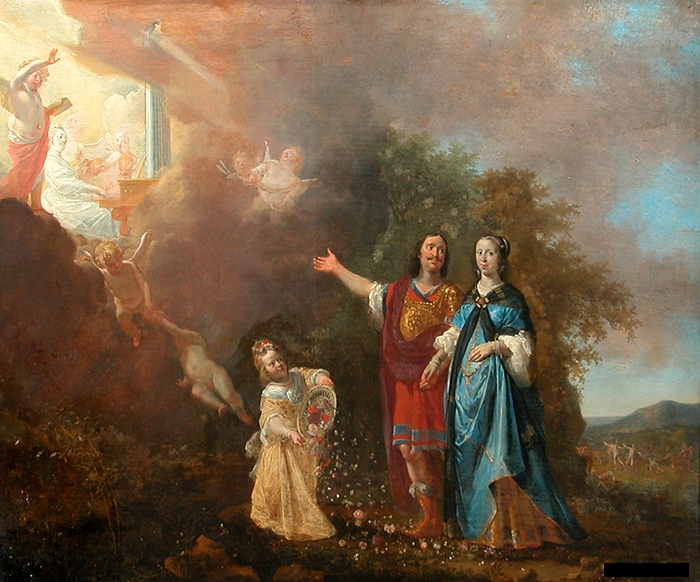
Retrato alegórico de una pareja con una organista Museo del Louvre, París.

Nicolaes Knüpfer (Leipzig, Alemania, hacia 1600 - Utrecht, Países Bajos, octubre de 1655) fue un pintor barroco alemán que perteneció a la Edad de Oro holandesa.

## Biografía

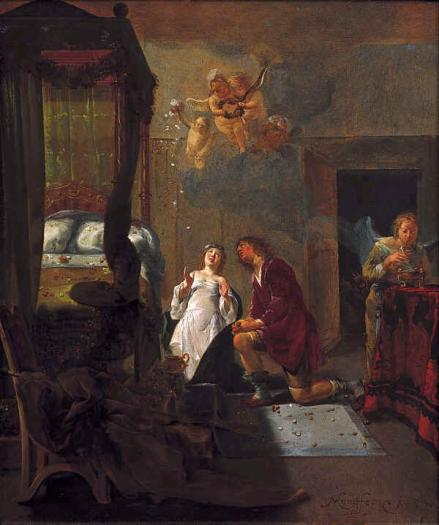
La oración del matrimonio de Tobías y Sara del libro de Tobías (1664) Museo Central, Utrecht.

Casi todo lo que se sabe de su vida está basado en una inscripción de un retrato grabado datado de 1642. Tras un aprendizaje inicial en Leipzig con Emanuel Nysen, se trasladó a Magdeburgo, donde encontró trabajo en la fabricación de pinceles para los artistas. En 1630 se mudó a Utrecht, donde estudió con el pintor manierista Abraham Bloemaert (1566-1651).
Trabajó en la decoración del castillo de Kronborg en Denemarken.
En 1637 entró en la cofradía de san Lucas, se casó y recibió unas importantes comisiones reales de tres escenas de batalla, actualmente perdidas. Pintó unas pocas escenas de género y retratos, pero su obra se concentró principalmente en pinturas históricas de pequeño tamaño.

## Estilo
El teatro retórico, el local del gremio de los retóricos locales que realizaban espectáculos de aficionados, inspiró su obra. En varias ocasiones Knüpfer creó composiciones con escaleras que conducen a un estrado, donde hay entronizado un gobernante o un juez. Otra fuente de sus composiciones fue un libro llamado “Toneel van de mannelicke achtbaerheyt” ("El teatro de la representación masculina") ilustrado por Adriaen van de Venne (1589-1662).
Knüpfer se especializó en pinturas históricas basadas en historias de la Biblia, la historia griega y romana y la mitología. Knüpfer gozó de considerable fama y fue frecuentemente contratado por patrones. Típico de su estilo es la pincelada suelta, la viveza de sus descripciones y la riqueza de su paleta. Las pinturas de Knüpfer se caracterizaron por una técnica sin detalle y la pincelada suelta. Sus cálidos tonos y el dramático claroscuro recuerdan el estilo inicial de Rembrandt (1606-1669). Sus figuras están a menudo en poses inusuales y pintadas con líneas que fluyen con toques blancos.

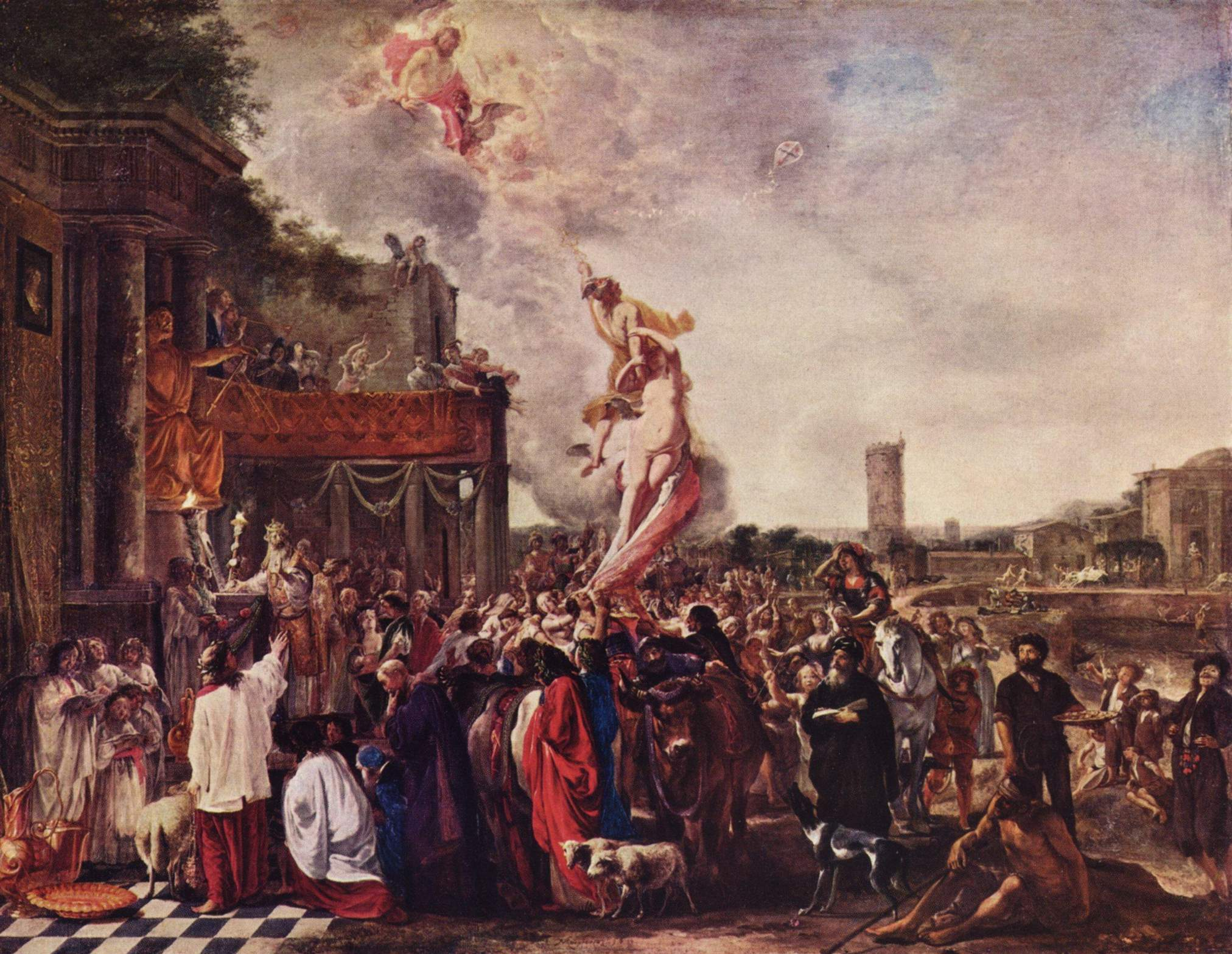
La alegoría de la búsqueda de la felicidad (1651) Museo Estatal, Schwerin.

Se piensa que Knüpfer pudo haber pintado en Utrecht las figuras de las pinturas mitológicas y bíblicas de Jan Both (entre 1610 y 1618-1652), también pintó los personajes de algunas de las pinturas de Jan Baptist Weenix (1621-1660).

## Estudiantes
Basándose en las similitudes estilísticas, se cree que pudo ser el maestro de Jan Steen (sobre 1626-1679), en cuya obra es evidente la influencia de Knüpfer. Otro de sus eminentes pupilos fue Gabriël Metsu (1629-1667).

## Pinturas
- Museo Nacional, Ámsterdam:
  - Escena de burdel, óleo sobre tabla, década de 1630.
  - Enviados de Alejandro Magno invistiendo al jardinero Abdalonimos con las insignias de la realeza de Sidón, óleo sobre tabla, 1630-49.

- Museo Herzog Anton Ulrich, Brunswick:
  - La idolatría de Salomón, óleo sobre madera de roble, hacia 1635.
  - La ofrenda de Salomón a los dioses extranjeros, dibujo.

- Museo de Bellas Artes, Budapest:
  - Cristo ante Herodes Antipas, óleo sobre tabla.

- Galería Nacional, Dessau:

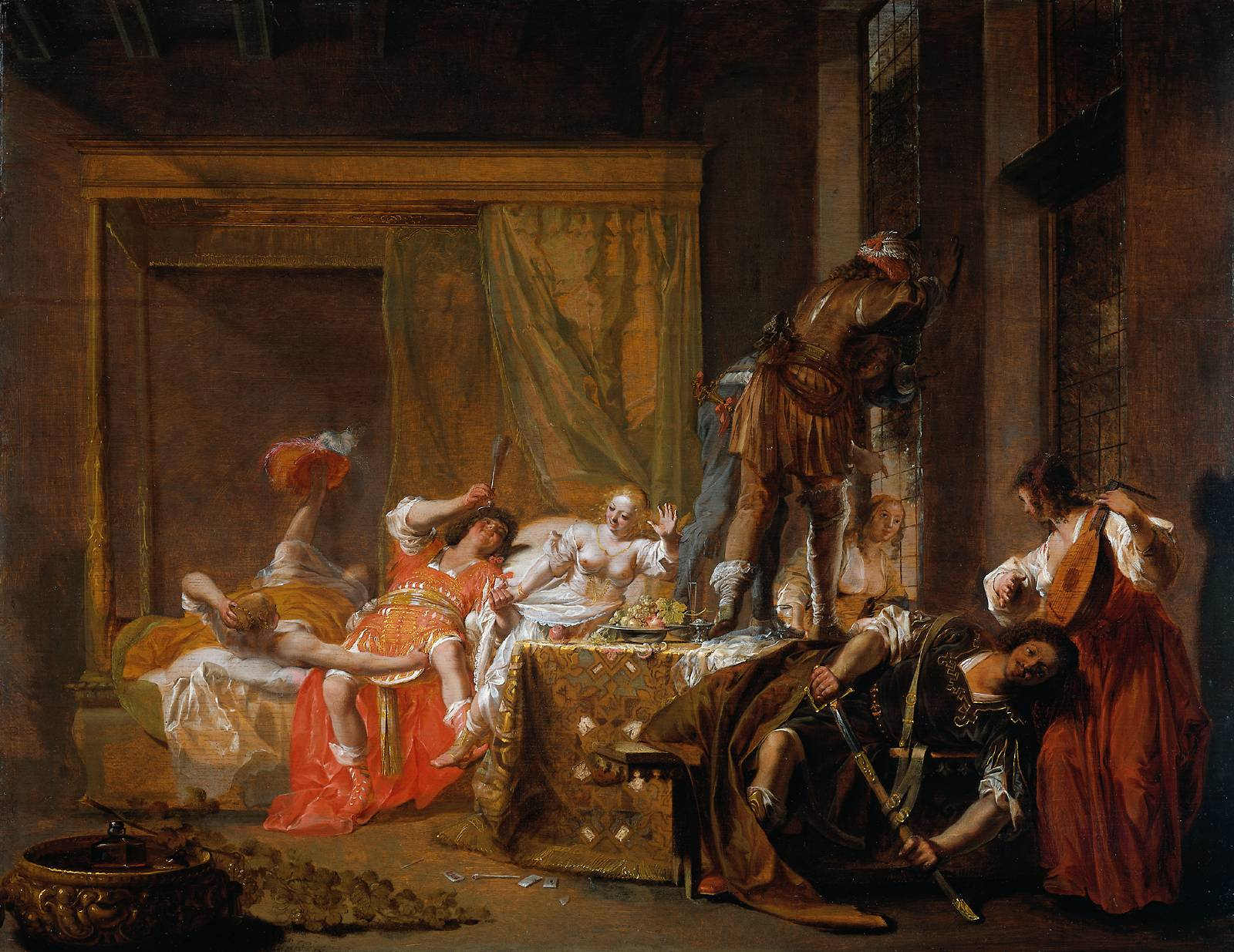
Escena de burdel (década de 1630), Museo Nacional, Ámsterdam.

  - La resurrección de Lázaro, óleo sobre madera de roble.

- Galería de Pinturas de los Maestros Clásicos, Dresde:
  - María Magdalena, dibujo.

- Galería de Arte, Hamburgo:
  - Diógenes ridiculiza la definición de hombre que hizo Platón, dibujo.

- Museo Nacional, Kassel:
  - Las siete obras de la misericordia, óleo sobre madera de roble.

- Museo de Artes Plásticas, Leipzig:
  - La muerte de Sofonisba, óleo sobre madera.

- Museo Británico, Londres:
  - Coriolano recibiendo a las matronas romanas, dibujo.

- Museo J. Paul Getty, Los Ángeles:
  - Cristo ante Pilatos, dibujo, década de 1640.
  - Solón ante Creso, óleo sobre tabla, 1650-2.

- Pinacoteca Clásica, Múnich:
  - El alegre óleo sobre cobre, sobre 1630.

- Museo del Louvre, París:
  - Asuero entregando a Esther su cetro de oro, dibujo.
  - Retrato alegórico de una pareja con una organista, óleo sobre tabla.

- Museo de Bellas Artes, Pau:

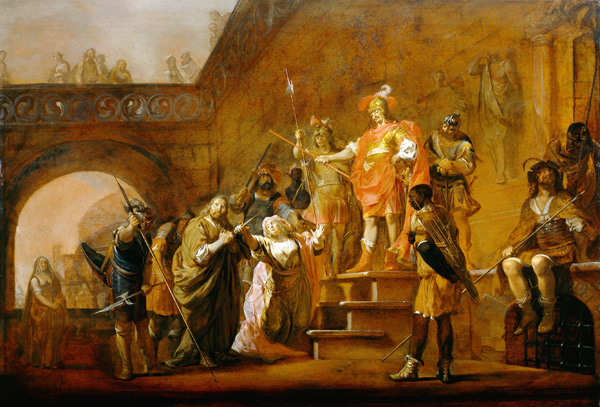
Arria y Petro, colección privada.

  - Píramo y Tisbe, óleo sobre lienzo.

- Palacio de Weissenstein, Pommersfelden:
  - La venganza de Lucrecia, óleo sobre madera de roble.

- Museo Rupert de Chièvres, Poitiers:
  - Artemisia bebiendo las cenizas del rey Mausolo, hacia 1630.

- Museo del Hermitage, San Petersburgo:
  - La reina de Saba ante Salomón, óleo sobre lienzo, 1640.
  - Zorobabel y Darío, óleo sobre lienzo, 1653.
  - Hércules obteniendo la faja de Hipólita, óleo sobre tabla.

- Museo Estatal, Schwerin:
  - La alegoría de la búsqueda de la felicidad, óleo sobre cobre, 1651.
  - El lavado de pies, óleo sobre madera.
  - José interpretando los sueños en la cárcel, óleo sobre madera.

- Museo Central, Utrecht:
  - La muerte de Orfeo, óleo sobre panel, 1630-55.
  - La oración del matrimonio de Tobías y Sara del libro de Tobías, óleo sobre cobre, 1664.

- Museo de Historia del Arte, Viena:
  - Paisaje con Argos y Mercurio, óleo sobre lienzo, hacia 1650.

- Otras localizaciones:
  - Arria y Petro, óleo sobre tabla de caoba, colección privada, Alemania, hacia 1655.
  - La incredibilidad de santo Tomás, óleo sobre tabla, colección privada, Colombia.
  - La reina de Saba, óleo.